# Французька конституційна монархія (1791—1792)
Французька конституційна монархія (фр. Monarchie constitutionnelle française) ― режим конституційної монархії у Франції з 3 вересня 1791 року по 21 вересня 1792 року. Цей режим був першою конституційною монархією у Франції. Законодавчі збори тимчасово відсторонили короля 11 серпня після штурму палацу Тюїльрі. Сформовані в ході виборів Законодавчі збори скасували монархію 21 вересня 1792, тим самим завершивши 203 роки безперервного правління династії Бурбонів у Франції.